# Xelim queniano
O xelim queniano (símbolo: KSh; código: KES) é a moeda oficial do Quênia. Cada xelim se divide em 100 centavos. Várias outras moedas também são chamadas de xelim.
O xelim queniano substituiu o xelim da África Oriental no Quênia em 1966. As moedas atuais circulam no país desde 1995. As edições anteriores foram usadas entre 1966 e 1985.